# (2893) Píroo
(2893) Píroo es un asteroide perteneciente a los asteroides troyanos de Júpiter descubierto el 30 de agosto de 1975 por el equipo del Observatorio Félix Aguilar desde el observatorio de El Leoncito, Argentina.

## Designación y nombre
Píroo se designó inicialmente como 1975 QD.
Posteriormente, en 1988, fue nombrado por Píroo, un personaje de la mitología griega.

## Características orbitales
Píroo orbita a una distancia media del Sol de 5,157 ua, pudiendo alejarse hasta 5,545 ua y acercarse hasta 4,769 ua. Tiene una excentricidad de 0,07524 y una inclinación orbital de 14,65 grados. Emplea en completar una órbita alrededor del Sol 4277 días.

## Características físicas
La magnitud absoluta de Píroo es 9,23. Tiene un diámetro de 87,46 km y un periodo de rotación de 8,96 horas. Su albedo se estima en 0,0469. Peiroos está asignado al tipo espectral D de la clasificación Tholen.